# Downtown (Los Angeles)

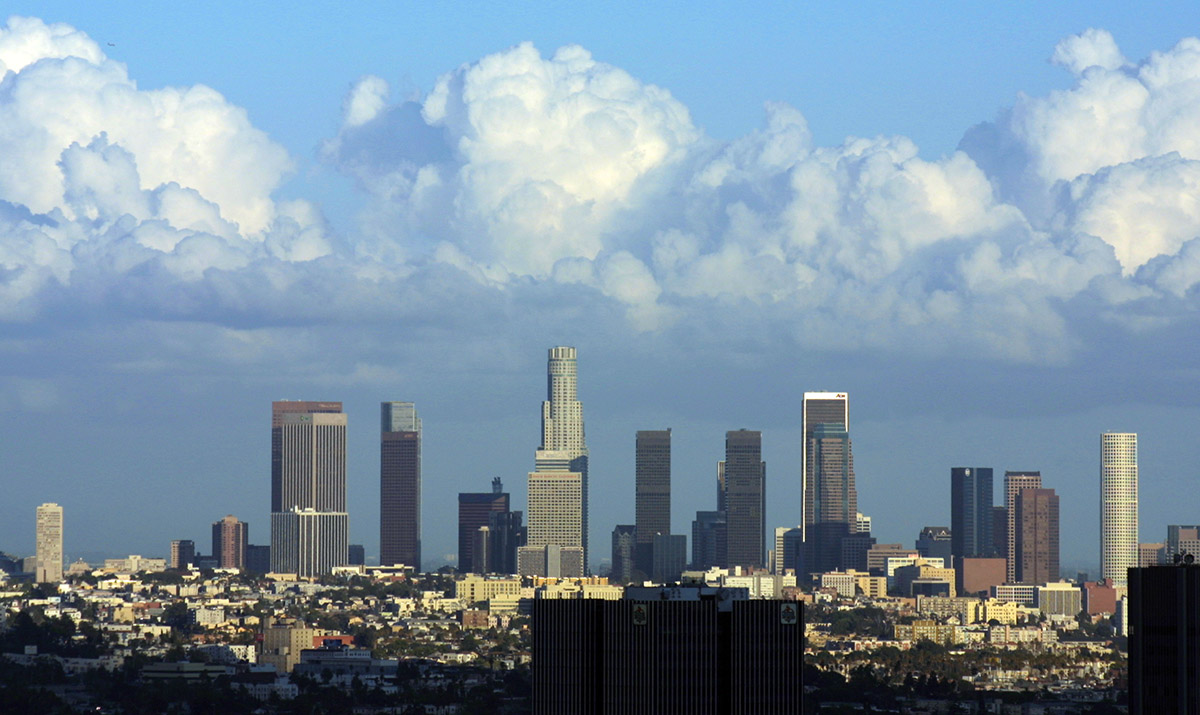
Il panorama di Downtown e della Hollywood Freeway

Downtown è il centro amministrativo (CBD) e geografico di Los Angeles. È sede del governo della città e della contea. La zona è caratterizzata da molti dei maggiori istituti artistici e impianti sportivi della città, dai più alti grattacieli della regione e dalle sedi di società multinazionali oltre a varie opere d'arte pubbliche; è anche il centro delle reti di trasporto pubblico e delle autostrade (freeway) della città.
I confini del distretto sono ad est il fiume Los Angeles, la Santa Ana Freeway (U.S. Route 101) a nord, la Santa Monica Freeway (Interstate 10) a sud e la Harbor Freeway (California State Route 110) ad ovest. Tuttavia, alcune fonti, compresi il Los Angeles Downtown News ed il Los Angeles Times, estendono la zona oltre il confine tradizionale, includendo il vicino University Park, che comprende la University of Southern California e l'Exposition Park appena a Sud della 10 Freeway, come parte della mappa di Downtown. Ci sono due progetti in fase di realizzazione: L.A. Live e il Grand Avenue Project (Progetto del gran viale).

## Storia
Alcuni edifici del nucleo di Downtown risalgono ai primi anni del '900.

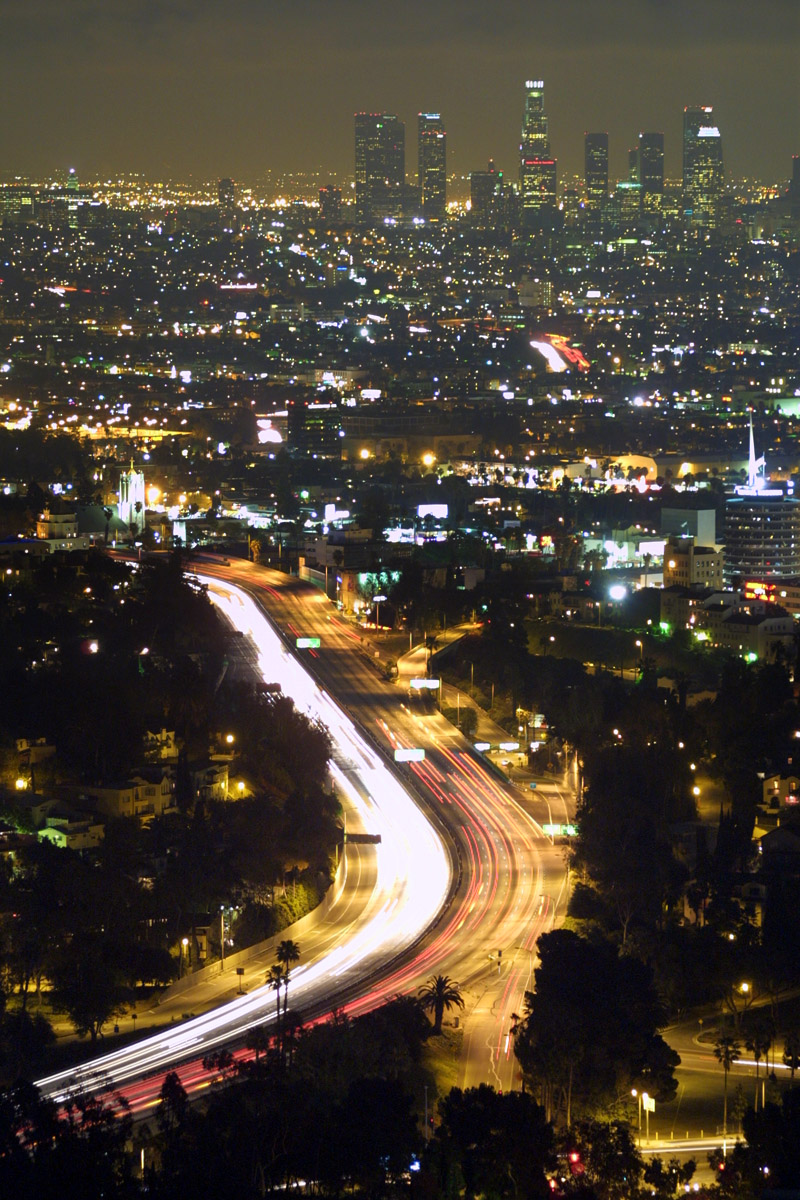
Vista notturna della Downtown

La maggior parte dei principali grandi magazzini una volta erano all'interno di edifici autonomi a Downtown Los Angeles. Molti di questi furono chiusi negli anni settanta e ottanta e qualcuno venne trasferito in moderni complessi commerciali come ad esempio Macy's Plaza e Robinsons-May (poi chiuso e usato come secondo magazzino Macy's). Con lo spostamento del centro commerciale della città, Downtown venne privata di molta della vita notturna che c'era stata dagli anni '50 in poi (quel poco di vita notturna che c'è è stato concentrato a Little Tokyo).
Nel 1999 il Los Angeles City Council ha approvato un'"ordinanza di riuso adattabile" che agevola la conversione di uffici e di edifici commerciali (molti dei quali erano le sontuose sedi di banche e di altri istituti finanziari nella prima parte del ventesimo secolo) in loft rinnovati e in complessi di appartamenti di lusso. La catena di supermercati Ralphs ha aperto un nuovo negozio a Downtown nel 2007; il primo negozio a Downtown lo aveva aperto alla fine dell'Ottocento e chiuse negli anni '50 durante lo sviluppo della periferia.
La popolazione residenziale di Downtown Los Angeles è cresciuta del 20% in due anni (2005-07) fino ad arrivare a 28.878 residenti. Questo numero ha superato le previsioni precedenti e, con unità in costruzione, spinge le stime della popolazione di Downtown Los Angeles a più di 40.000 abitanti entro la fine del 2008 anziché del 2015, (valore della stima precedente). Allo stesso tempo il numero di impieghi nell'area di Downtown è sceso vertiginosamente a 418.000 nel 2005, dai 605.000 del 1995.
Il 7 agosto 2007, il Los Angeles City Council ha approvato radicali cambiamenti nelle regole della divisione in zone per l'area di Downtown, includendo un corridoio che va da Downtown Sud lungo Figueroa Street fino a Exposition Park e USC. Sostenuto fortemente dal sindaco Antonio Villaraigosa, i cambiamenti permettono più grandi e più consistenti sviluppi a Downtown. I costruttori che riservano il 15% delle loro unità a residenti non abbienti ora sono esentati riguardo ad alcuni requisiti sugli spazi aperti e possono realizzare i propri edifici più larghi del 35% rispetto a quanto concesso dall'attuale codice delle zone.

## Sotto-distretti
- Arts District Distretto delle arti
- Civic Center Centro civico
- Gallery Row
- Little Tokyo
- Fashion District Distretto della moda
- Financial District Distretto finanziario
- Toy District Distretto del giocattolo
- Jewelry District Distretto delle gioiellerie
- Bunker Hill
- Chinatown
- South Park
- Old Bank District Distretto della vecchia banca
- Historic Core Nucleo storico
- Skid Row
- Central City West

## Skyline
Malgrado la relativa decentralizzazione, Los Angeles ha uno dei più grandi skyline degli Stati Uniti, ed il suo sviluppo progredisce negli anni. Lo skyline ha visto una rapida evoluzione dovuta a miglioramenti negli standard dei palazzi, che ha reso alcuni edifici altamente resistenti ai terremoti. Molti dei nuovi grattacieli sono abitazioni, specialmente a Downtown—ciò che l'attività febbrile della costruzione di grattacieli adibiti a uffici avvenuta negli anni '70 e '80 aggiunse allo skyline si sta ora presentando di nuovo nella forma di costruzione residenziale. Alcuni esempi di costruzione di grattacieli ancora in progetto o già in corso includono:
- Grand Avenue Project
- LA Live
- A sud, un complesso di tre grattacieli (torri da 13, 19 e 23 piani) chiamate "Elleven", "Luma", e "Evo" nell'isolato a nord-ovest che va dalla 11esima e Grand alla 12esima e Grand.
- Nella metropoli, tre torri (rispettivamente, di 38, 47 e 52 piani) di impiego misto, alla Francisco e 9ª Strada.
- Park Fifth Residential Towers.

Questa è una breve lista, infatti ce ne sono molti altri. La recente "ascesa" di South Park, il distretto del Bunker Hill nel sud della downtown (approssimativamente a sud della 8ª Strada e a nord della superstrada di Santa Monica) che ha subito il minor sviluppo, sta portando grattacieli, che saranno abbastanza numerosi e alti da produrre uno skyline più esteso della downtown entro pochi anni a partire dal 2005. A causa di numerosi film, telefilm, e video musicali che vengono girati a Los Angeles e a causa degli usi della downtown di Los Angeles come scenario, lo skyline di Los Angeles è, probabilmente, uno degli skyline più riconoscibili del mondo.
Lo skyline di Los Angeles consiste in svariati gruppi diversi di alti edifici; la maggior parte di questi gruppi non sono direttamente connessi tra loro. Century City e le strade della Wilshire Boulevard che attraversano Westwood formano insieme uno skyline abbastanza complesso che è spesso confuso con lo skyline della downtown.

### Limiti di altezza degli edifici: 1904-1957
Il primo decreto dei limiti d'altezza a Los Angeles fu emanato in seguito al completamento del Continental Building di 13 piani, ubicato all'angolo di sud-est della 4ª Strada e la Spring (il cui utilizzo è attualmente convertito a loft dallo sviluppatore Tom Gilmore). Lo scopo del limite d'altezza era quello di limitare la densità della città. In questi anni c'è stata una grande ostilità contro i grattacieli, principalmente dovuta alla congestione che questi potevano portare alle strade, e i decreti dei limiti d'altezza erano un modo grossolano per trattare il problema. Nel 1911, la città approvò un decreto del limite d'altezza aggiornato che stabiliva uno specifico limite di 150 piedi. Furono concesse delle eccezioni per grattacieli decorativi come quelli che furono in seguito costruiti sull'edificio Richfield ora demolito e vicino all'ancora esistente Eastern Columbia Building.
Benché ci sia una credenza comune che i limiti furono imposti a causa dei rischi dei terremoti, è da notare che il primo limite fu imposto nel 1904, due anni prima del terremoto di San Francisco, e che persino dopo quell'evento sismico fu creduto a lungo a Los Angeles che la California del Sud (nonostante le testimonianze storiche fossero opposte) non fosse stata soggetta ai terremoti di tale potenza. La motivazione dietro i limiti d'altezza fu in primo luogo l'intento di limitare la congestione nella città.
È da notare anche che i limiti d'altezza dei palazzi furono imposti per molto tempo prima che venisse costruita la City Hall del 1928; così la faccenda che essi fossero stati emanati per mantenere la City Hall l'edificio più alto della città è anch'essa una mera leggenda. Il decreto del 1911 fu abrogato nel 1957. Il primo palazzo privato a superare il vecchio limite fu il California Bank Building (Banca della California) a 18 piani, situato all'angolo sud-est tra la 6ª Strada e la Spring nella Downtown di Los Angeles.

## Servizi di emergenza

### Vigili del fuoco
Il Los Angeles Fire Department opera alla Stazione 9 (Central City) ed alla Stazione 3 (Civic Center/Bunker Hill), a servizio di Downtown Los Angeles.

### Polizia
La centrale di polizia della comunità centrale del Los Angeles Police Department serve tutte le zone vicine .

## Istruzione
Downtown è servita dal Los Angeles Unified School District (Distretto scolastico unificato di Los Angeles).
La Belmont High School ed il Miguel Contreras Learning Complex servono insieme una parte della città.
Il Santee Education Complex serve un'altra parte della città.

## Cultura di massa
Nel sobborgo di Altadena è morta l'attrice del cinema muto Barbara La Marr.